# ズソウカンアオイ
ズソウカンアオイ（豆相寒葵、学名: Asarum savatieri subsp. pseudosavatieri）は、ウマノスズクサ科カンアオイ属の常緑の多年草。オトメアオイ（乙女葵、学名: A. savatieri）を基本種とする亜種。

## 特徴
本亜種は、オトメアオイを基本種とする亜種であるため、他のカンアオイ属と異なる特徴として、開花と普通葉が1年おきに交代して形成される。また植物体もオトメアオイによく似る。葉身は卵形または三角状卵形で、長さ6-11cm、幅5-8cmになり、基部は心形になる。葉の表面は光沢がなく、短毛が散生し、しばしば雲紋状の斑が入る。
花期は10-11月で、花は翌年まで残り、子房が成熟し結実する。花に花弁は無く、萼裂片が花弁状になる。花は小型で地に伏して咲く。萼筒は褐色または緑褐色を呈し、筒形で縦に長く、長さ7-11mm、径10-12mmになる。萼筒内壁には縦横に隆起した襞が発達するが、基本種と比べれば複雑にはならず比較的規則的で格子状になる。萼裂片は三角状卵形で、萼筒より短く長さ5-9mmになり、表面はなめらかで、カンアオイ A. nipponicum のように多数の毛はない。雄蕊は12個、花柱は6個ある。 
なお、萼筒の形態についての表現は文献により微妙に異なり、前川文夫 (1933)は「萼筒ノ上部狭クシテ括レアル」、菅原敬 (1985)は、萼筒は一般にカップ形状で、上部でくびれたり、わずかにくびれたりしない（英文）、菅原敬 (2015)は「萼筒は筒形で上部がくびれることはなく」としている。

## 分布と生育環境
日本固有種。本州の静岡県東部の伊豆半島中部の低山地と神奈川県南西部の西丹沢に分布し、広葉樹林の林床に生育する。基本種のオトメアオイとは、静岡県東部および神奈川県西部と分布域が重なっているようにみえるがその区域ははっきりと異なる。

## 名前の由来
和名ズソウカンアオイは、「豆相寒葵」の意で、「豆相」は産地の伊豆地方の「豆」と相模地方の「相」に基づく。前川文夫 (1932)による命名である。
亜種名 pseudosavatieri は、pseudo-savatieri の意味であり、pseudo- は「～に似た」の意味、-savatieri は本亜種の基本種であるオトメアオイの種小名であり、明治初年に横須賀製鉄所に在任したフランス人の医師で、日本の植物を採集したリュドヴィク・サヴァティエヘ献名されたものの意味である。この場合 pseudosavatieri は、「オトメアオイに似た」の意味となる。前川 (1932)が伊豆の修善寺産の標本に基づいて新種 Heterotropa pseudosavatieri を記載発表した際の種小名（種形容語）であり、菅原敬 (1985)が独立種からオトメアオイを基本種とする亜種に階級移動した際に、そのまま亜種名になった。

## 種の保全状況評価
準絶滅危惧（NT）（環境省レッドリスト）
（2017年、環境省）
- 2000年版レッドデータブックまでは絶滅危惧II類(VU)。

## ギャラリー

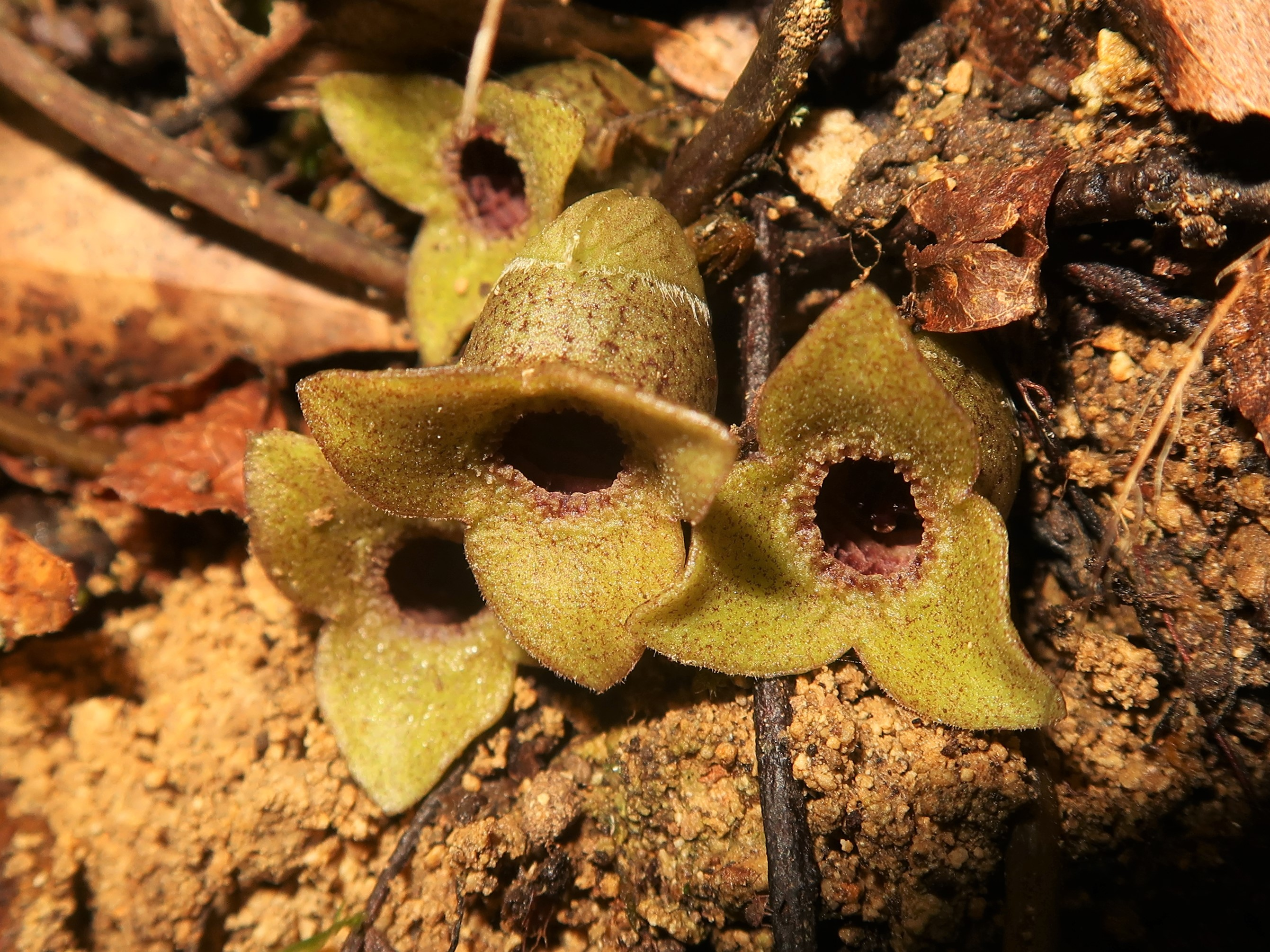
萼筒は褐色または緑褐色。萼裂片は三角状卵形で、萼筒より短く、表面はなめらかで、多数の毛はない。
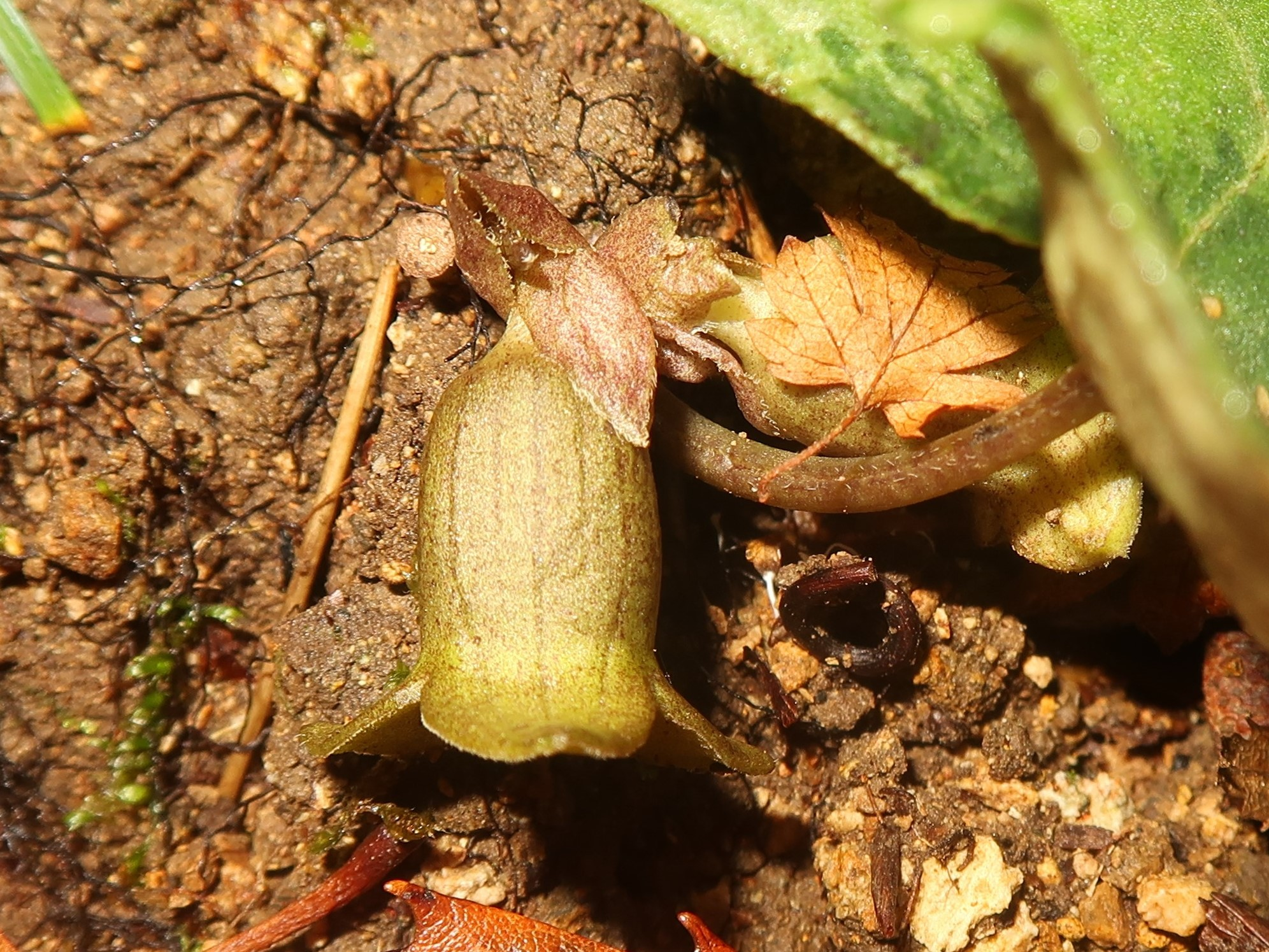
萼筒は筒形で縦に長い。
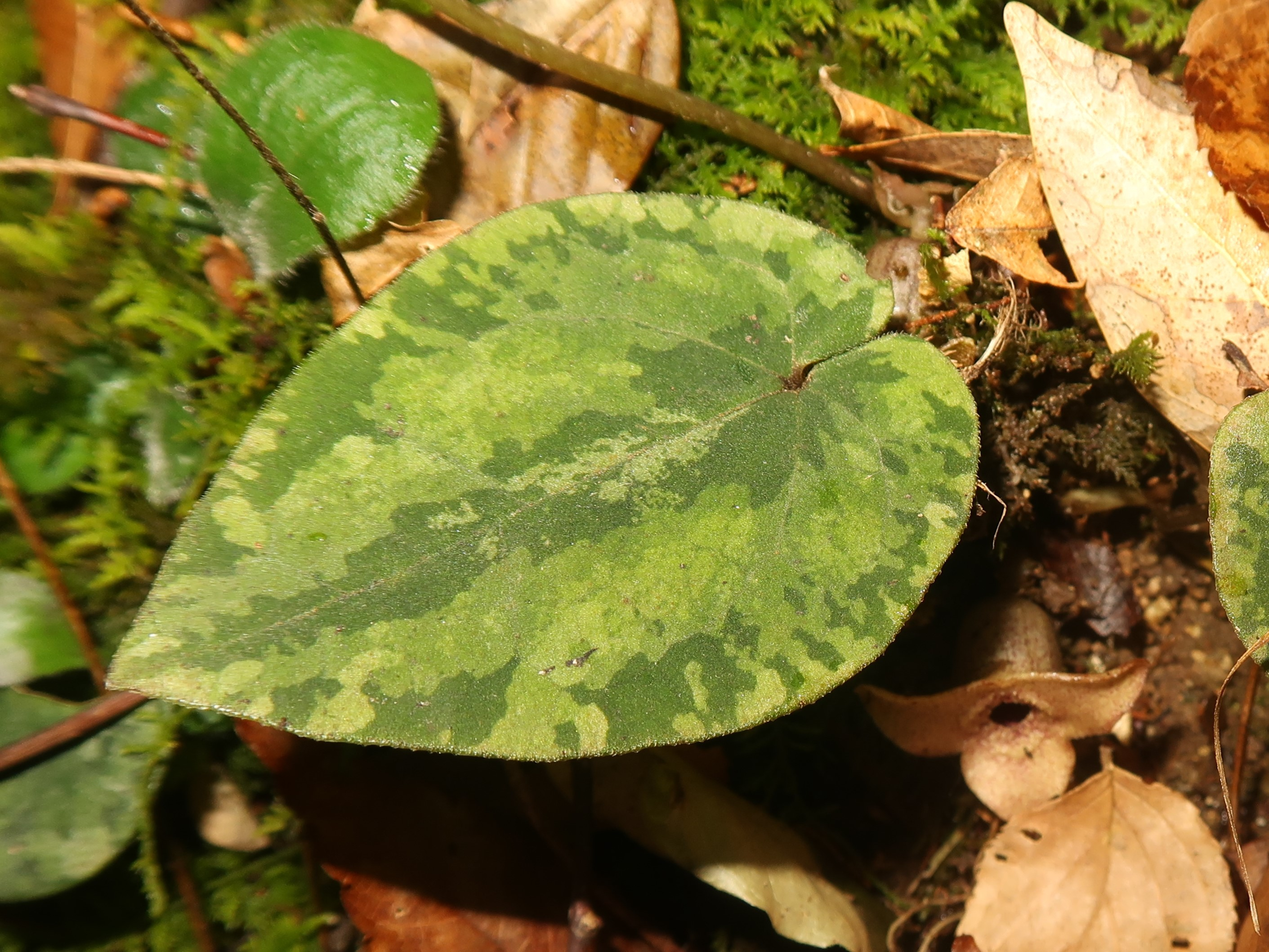
葉身は卵形または三角状卵形で、基部は心形になる。表面は光沢がなく、短毛が散生し、しばしば雲紋状の斑が入る。
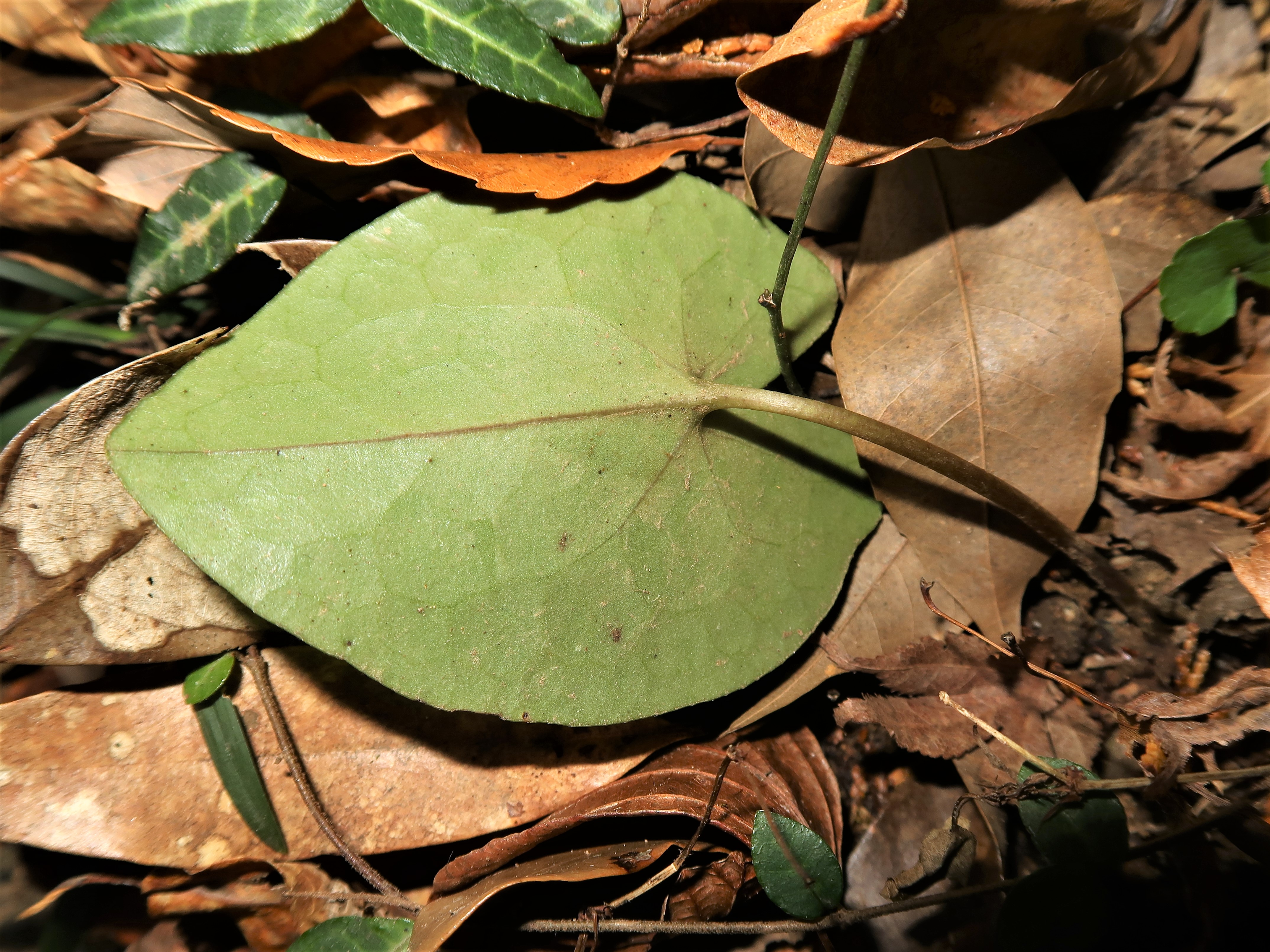
葉の裏面は無毛。

## 下位分類
- イセノカンアオイ（伊勢の寒葵）Asarum savatieri (Franch.) F.Maek. subsp. pseudosavatieri (F.Maek.) T.Sugaw. var. iseanum T.Sugaw.[13] - ズソウカンアオイによく似るが、萼筒の長さが5-8mmと短く、一方で萼裂片が長い。花柱の付属突起がより長くなる。紀伊半島東部の伊勢周辺に分布する[8]。伊勢市神路山で採集されたものがタイプ標本となっている[13]。